# Dąb Stefan (Szulmierz)
Dąb Stefan, zwany także Dębem Żeromskiego – dąb szypułkowy, pomnik przyrody znajdujący się we wsi Szulmierz w powiecie ciechanowskim.
Dąb ma 21 metrów wysokości i 320 cm obwodu pnia (na wysokości 130 cm od podstawy). Wiek drzewa, nazwanego na pamiątkę wizyty Stefana Żeromskiego w miejscowości, szacowany jest na ok. 300 lat.